# آی‌ان‌اس چمک (کی۹۵)
آی‌ان‌اس چمک (کی۹۵) (به انگلیسی: INS Chamak (K95)) یک کشتی است که طول آن 38.6 meters می‌باشد.